# 寵物養成
寵物養成游戏是指以养育宠物为主要游戏内容的模拟类电子游戏。游戏的目标可能是使用宠物进行战斗，也或者是满足玩家养育宠物的成就感。大部分的宠物养成类游戏是单机游戏，目前也有联机的宠物游戏，或者以宠物养成为主要游戏内容的网络游戏。

## 著名的宠物养成类游戏

### 单机游戏
- 精灵宝可梦
- 模擬市民：寵物世代
- 模擬市民2：寵物當家
- 任天狗

### 在线游戏
- QQ宠物
- 魔力宝贝
- 石器時代
- 寵物王

### 智能電話遊戲
- 貓咪收集

### Facebook遊戲
- 寵物戰爭